# NGC 443
NGC 443 је спирална галаксија у сазвежђу Рибе која се налази на NGC листи објеката дубоког неба.
Деклинација објекта је + 33° 22' 40" а ректасцензија 1h 15m 7,5s. Привидна величина (магнитуда) објекта NGC 443 износи 13,7 а фотографска магнитуда 14,5. NGC 443 је још познат и под ознакама IC 1653, UGC 796, MCG 5-4-5, CGCG 502-10, 4ZW 42, NPM1G +33.0038, PGC 4512.